# Torneuma desilvai
Torneuma desilvai é uma espécie de insetos coleópteros polífagos pertencente à família Curculionidae.
A autoridade científica da espécie é Osella & Zuppa, tendo sido descrita no ano de 1998.
Trata-se de uma espécie presente no território português.